# Aldo Arantes
Aldo da Silva Arantes (Anápolis, 20 de dezembro de 1938) é advogado e político brasileiro.
Iniciou sua militância política no movimento estudantil secundarista no Liceu de Goiânia. Ingressou na Pontifícia Universidade Católica, no Rio de Janeiro, para cursar Direito, em 1959. Foi integrante da Juventude Universitária Católica, presidente do DCE da PUC-RJ e presidente da UNE, entre 1961 e 1962. Após o Golpe Militar, em 1964, exilou-se em Montevidéu.
A partir de 1965 foi Coordenador da Ação Popular. Viveu na clandestinidade até 1968, quando foi preso em Alagoas. Se filiou ao Partido Comunista do Brasil (PCdoB) em 1972, decisão tomada por grande parte dos integrantes da Ação Popular na época, e logo se tornou membro do comitê central do partido.
Em 1979, Aldo Arantes se filiou ao Partido do Movimento Democrático Brasileiro (PMDB).
Com larga experiência pública, exerceu o mandato de deputado federal por quatro vezes, sendo, por duas delas, eleito deputado federal nota 10 pelo Departamento Intersindical de Assessoria Parlamentar (DIAP). Foi constituinte em 1988, e é um dos líderes goianos de maior destaque no cenário político brasileiro.
Atuou como secretário estadual do meio ambiente e dos recursos hídricos no Governo do Estado de Goiás e foi presidente do PCdoB estadual (o atual presidente do PCdoB é Fábio Tokarski). Aldo esteve à frente das negociações em torno da coligação Frente Alternativa, na qual saiu candidato a senador nas eleições de 2006, ao lado do candidato a governador Barbosa Neto (PSB) e do então candidato à reeleição e presidente da república Luiz Inácio Lula da Silva (PT).
Em 2001 tornou-se mestre em Ciência Política pela Universidade de Brasília.
Foi casado com Maria Auxiliadora de Almeida Cunha Arantes, companheira secundarista e mãe dos seus dois filhos Galileu Baptista Arantes e Maria de Lourdes Silva Arantes. Seu segundo casamento foi com a atual Ministra Delaíde Alves Miranda Arantes do Tribunal Superior do Trabalho.

## Atuação na UNE
Sua gestão iniciou-se em 1961, após a renúncia do então presidente Jânio Quadros, que gerou uma grande crise nacional. Esteve presente, ao lado do governador Leonel Brizola, na campanha realizada no Rio Grande do Sul que almejava garantir a posse do vice-presidente João Goulart. Nesta ocasião, a UNE organizou uma greve estudantil contra os ministros militares, que haviam vetado a posse de João Goulart.
Em março do ano seguinte, a reivindicação da UNE dizia respeito a participação dos estudantes nos órgãos colegiados da administração das universidades. Essa luta foi criada durante a gestão de Aldo Arantes e tinha como objetivo a presença proporcional um terço de estudantes, com direito a voz e voto. Em junho de 1962, eclodiu a Greve Nacional do 1/3, um movimento endossado pelo Centro Popular de Cultura (CPC) e a Caravana da UNE Volante. A greve foi composta por diversas manifestações públicas e resistiu até agosto do mesmo ano. Um ponto alto foi a ocupação do prédio do Ministério da Educação e Cultura, por três dias, no Rio de Janeiro.
Aldo Arantes teve grande responsabilidade sob a ascensão do grupo Ação Popular dentro do movimento estudantil. Católico, o grupo foi criado em maio de 1962 com o objetivo de orientar a luta revolucionária pela emancipação nacional e Aldo era integrante.
Seu mandato acabou em julho de 1962 e seu sucessor foi Vinícius Caldeira Brant.

## Prisões políticas
Após exilar-se em Montevidéu em 1964 devido a vigente Ditadura Militar no Brasil da época, voltou ao país em 1965. Até 1968 viveu como clandestino, em Pariconha, com sua esposa e dois filhos pequenos a serviço da Ação Popular, até ser preso juntamente com sua família. Passaram por diversos cárceres do Estado de Alagoas e foram liberados após seis meses mas continuaram a viver como clandestinos.
Foi preso novamente em dezembro de 1976, durante uma reunião da célula partidária no bairro da Lapa, em São Paulo. Em julho do ano seguinte foi condenado a cinco anos de cárcere. Quando o presidente João Figueiredo decretou a anistia, Aldo Arantes foi beneficiado e pôde finalmente desfrutar da liberdade.

## Trajetória Política
O primeiro partido a se filiar foi o PCdoB, em 1972, se tornando parte do comitê central do partido. Em novembro de 1979, devido a extinção do bipartidarismo, Aldo entrou para o PMDB.
No estado de Goiás, foi candidato a deputado federal pelo partido em 1982 e apesar de conquistar apenas uma suplência, exerceu quase todo o mandato (de março de 1983 a junho de 1985). Já em 1986, foi eleito deputado federal constituinte também pelo PMDB.
Ao empossar em fevereiro de 1987, desligou-se do PMDB e se filiou novamente ao PCdB. Tentou reeleição em 1990 porém teve um resultado negativo. Novamente, em 1992, disputou um cargo político e foi eleito como vereador de Goiânia, pelo PCdB. Dois anos depois foi eleito deputado federal de Goiás. Em 1998 conquistou apenas uma suplência porém retornou à Câmara com as eleições de 2002.

Se candidatou ao Senado em 2006 e atuou como Secretário do Meio Ambiente e Recursos Hídricos de Goiás. Atualmente é presidente estadual do PCdoB.